# Montanhas Guelama
As montanhas Guelama (em armênio: Գեղամա լեռնաշղթա, Gełama leṙnašełta) são uma cadeia de montanhas na Armênia nas províncias de Ararate, Cotaique e Guelarcunique.

## Nome
O nome Guelama faz referência ao patriarca Gelâmio (Guelã), um dos heróis da tradição popular armênia. Outro nome armênio é Guelarcunique (Գեղարքունիք, Gełarkʼunikʼ). Ao longo dos séculos, as populações turcomanos referiram-se a essas montanhas como Aquemangã (Ahmangan), Aquemancã (Ahmankan) e Ganli Gol (Ǧanli Göl).

## Geografia e geomorfologia
As Guelama possuem 68 quilômetros de comprimento e 48 quilômetros de largura. Se estendem do lago Sevã a oeste, desde o curso superior do rio Razdã, numa direção próxima ao meridiano, até a borda ocidental das montanhas Vardenis, onde terminam no pico Guendassar. São compostas por formações heterogêneas do Cretáceo e Paleógeno e por formações vulcânicas do Plioceno e Quaternário. Sua bacia hidrográfica é um planalto ondulado de 2 800 a 3 000 metros de altura, com cones vulcânicos ascendentes (Ajedaaque, Sevecatar, Mazaz, Armalã, etc.) e domos residuais extrusivos (Espitacassar, Guelassar, Guendassar, etc.). Sua altitude máxima é de 3598 metros (Ajedaaque). As encostas ocidentais são íngremes e descem em degraus em direção à bacia do Ararate, formando a zona do sopé do médio Razdã e Cotaique, com Hátis, Gutanassar, Menaquessar, Grande Lechassar, Pequeno Lechassar e outros vulcões.  No braço oriental, o braço montanhoso em forma de mesa das Voljaberde se separa. As encostas são suavemente inclinadas, onduladas e gradualmente se fundem com os planaltos de lava do lago Sevã.
As terras altas são cortadas por vales fluviais e desfiladeiros e formações vulcânicas antropogênicas recentes foram preservadas. As crateras de alguns dos picos dos cones vulcânicos são preenchidas com águas glaciais e frias, transformando-se em lagos. Os fluxos de lava entraram nos vales dos rios Azate, Razdã, Arguichi e Cosrove em linhas de 15 a 20 quilômetros de comprimento, criando formações colunares poligonais. Várias nascentes (Carassunaque, Acunque, Licheque) fluem dos cortes nas encostas das montanhas. Traços de glaciações antropogênicas na forma de veios, vales e morenas foram preservados nas partes superiores. As geleiras tinham de 15 a 20 quilômetros de comprimento (vale do Gavara). Os rios Azate e Vedi da bacia do Aras se originam das encostas ocidentais, e os rios Arguichi, Bactaque e Gavara fluem do lado oriental e deságuam no lago Sevã.
Existem reservas significativas de obsidiana e perlita nas proximidades de Gutanassar, Espitacassar, Guelassar e Hátis. O clima é temperado continental, com verões curtos e frescos e invernos rigorosos. A parte superior tem um clima frio de montanha. A temperatura média anual no sopé é de 6–4°C, nos planaltos de 2–0 °C e no cume de –2 °C. A precipitação anual é de 500–900 milímetros e a cobertura de neve é de 30–100 centímetros. A cobertura do solo está sujeita a zoneamento vertical. Até 2 800 metros, há solos pretos de estepe montanhosa com vegetação de gramíneas e gramíneas mistas. Acima de 2 800, há terras de prados de montanha, com prados subalpinos e pantanosos, "tapetes", e na zona de borda de neve, solos esqueléticos e pouco desenvolvidos com plantas semelhantes a samambaias. Há terras aráveis nos cursos superiores dos vales dos rios Azate e Vedi e há florestas esparsas de azinheiras e zimbros. Entre os animais, há coelhos, lebres, lobos, raposas, lagartos, cobras e pássaros. No planalto próximo ao cume da montanha fica a estação meteorológica "Ieratember".

## Usos
As características das Guelama atraem moradores de lugares próximos e distantes com seus rebanhos durante os meses de verão. Suas reservas minerais historicamente são exploradas. Por sua relevância regional, há muitos vestígios de cultura material (fortalezas, edifícios ciclópicos, pinturas rupestres, grandes e pequenos monumentos, sinais astronômicos etc.).